# 布拉格裝飾藝術博物館

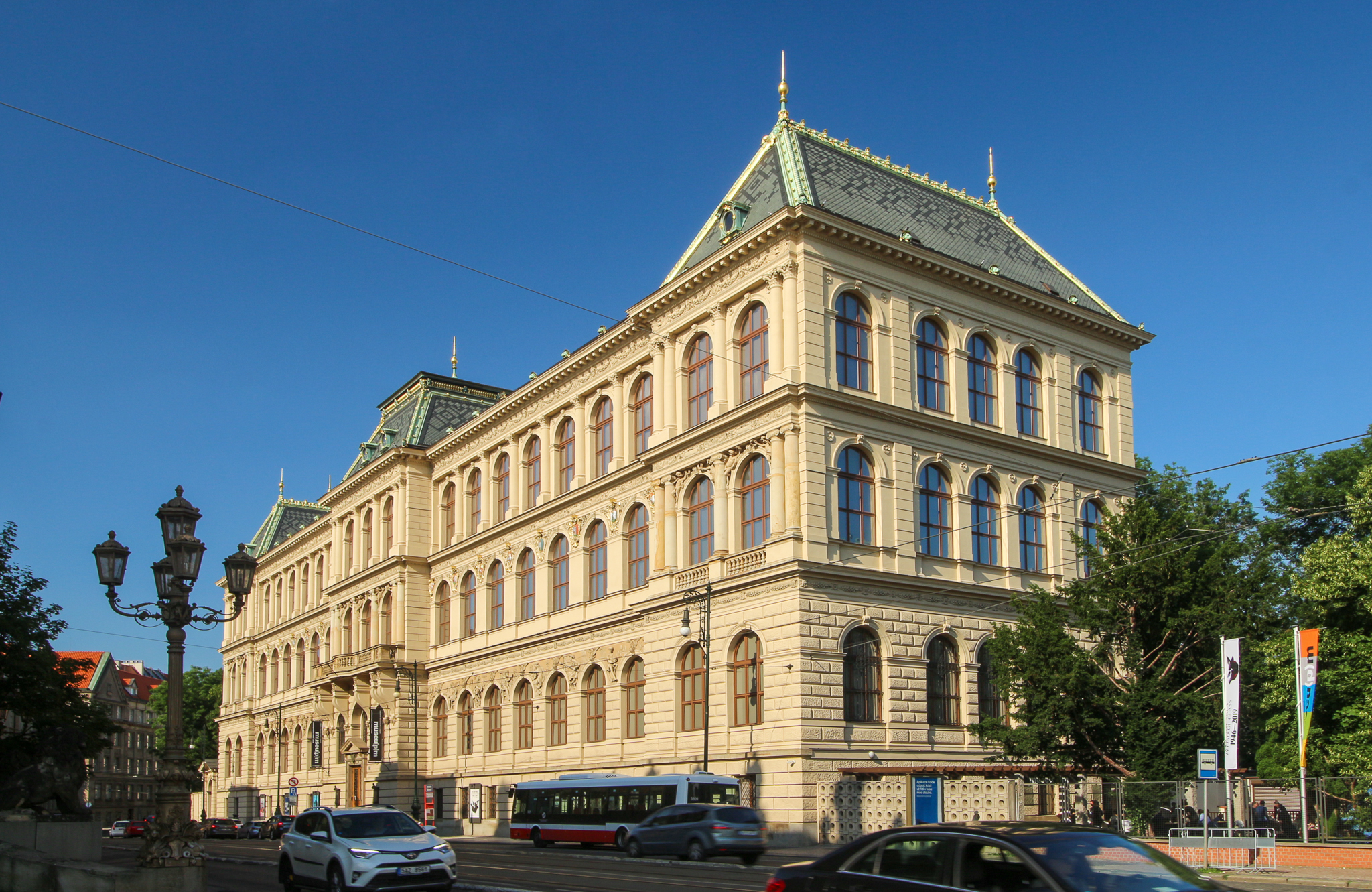
布拉格裝飾藝術博物館

布拉格裝飾藝術博物館是位於捷克首都布拉格的一座博物館，成立於1885年。博物館的建築修建於1897年至1899年。博物館建築的設計者是Josef Schulz，外觀是新文藝復興風格。博物館主要展示歐洲，特別是波希米亞地區的美術品。

## 外部連結
- Official site of the Museum of Decorative Arts in Prague （页面存档备份，存于）

50°05′23″N 14°24′59″E / 50.08972°N 14.41639°E